# Religioni in Egitto
In Egitto la maggioranza della popolazione è musulmana, con una percentuale che varia dal 90 % fino all'80 % a seconda delle fonti; il rimanente il 10 - 20 % sono in gran parte cristiani, di cui la maggioranza appartiene alla chiesa copta; esistono piccolissime minoranze di ebrei (resto di una antichissima comunità fiorente fino alla metà del XX secolo), di bahá'í e di atei o agnostici.

## Islam

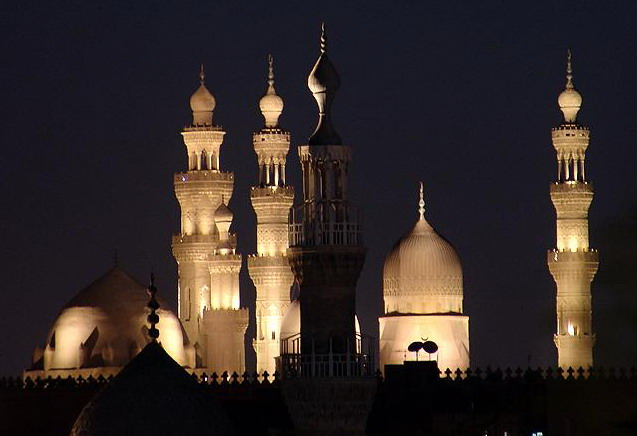
Moschee del Cairo

La popolazione musulmana è in grande prevalenza sunnita secondo la scuola (madhhab) hanafita, e spesso aderisce al sufismo tramite questa o quella confraternita islamica (tariqa). La minoranza è sciita. Per Costituzione, un ministero dello Stato controlla le moschee, la formazione degli imam (secondo la scuola sunnita hanafita) e l'Università Al-Azhar, la più prestigiosa dell'Islam sunnita; in compenso, ogni nuova legislazione civile non può essere contraria alle leggi dell'Islam.

## Chiese cristiane

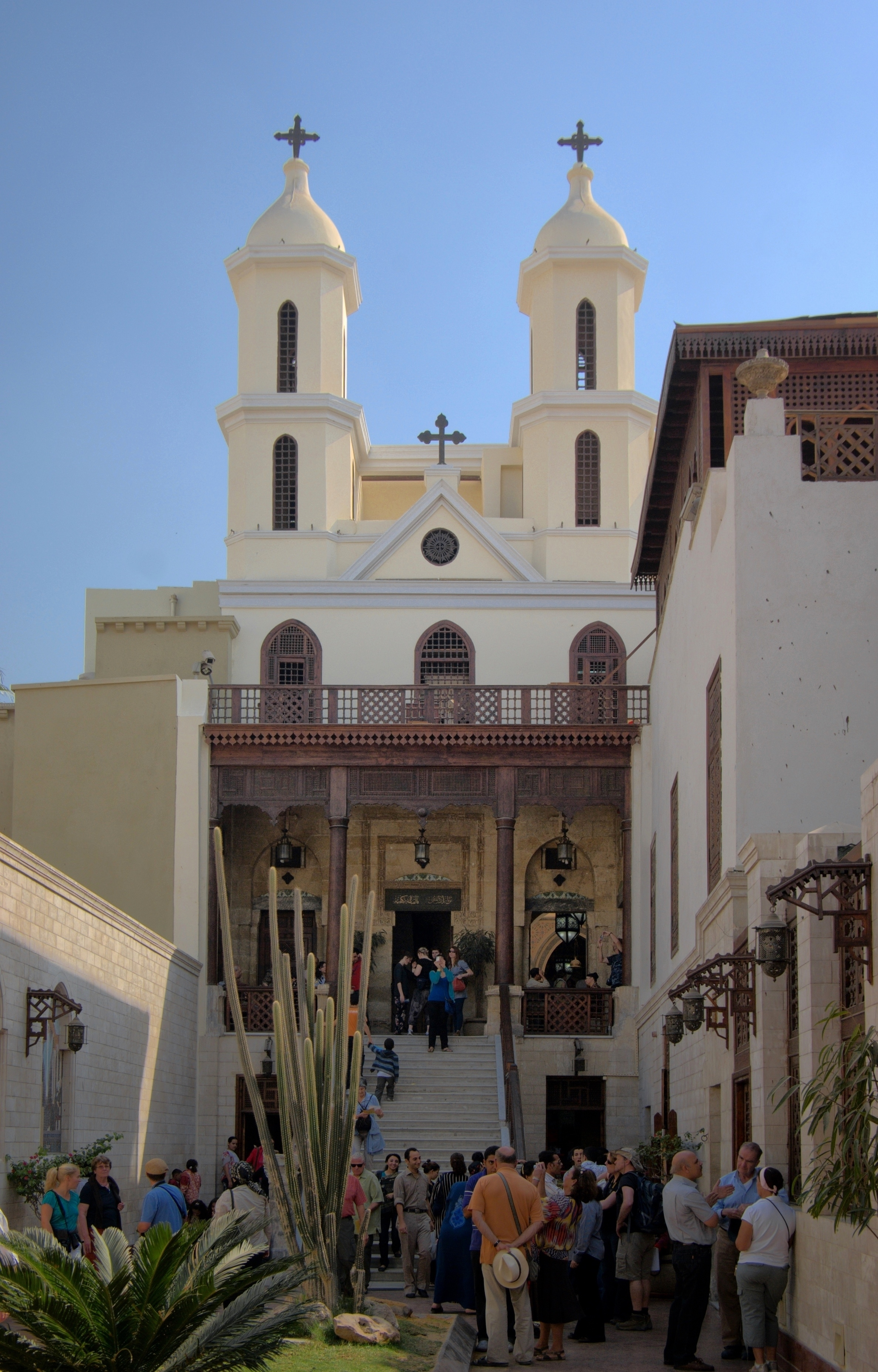
La Chiesa pendente del Cairo, costruita per la prima volta nel terzo secolo, è una delle più famose chiese copte egiziane

La popolazione cristiana (10% sul totale) è nella quasi totalità composta di Copti. La Chiesa ortodossa copta è la più importante e rilevante minoranza religiosa del paese. Il Patriarcato di Alessandria è una delle più antiche e storicamente importanti sedi apostoliche della cristianità. Sono copti alcuni alti funzionari del governo egiziano, come ad esempio Boutros Ghali e suo nipote Boutros Boutros-Ghali.
Negli anni settanta è iniziato il declino del ruolo dei cristiani nella vita pubblica egiziana. Se nel 1945 il 45% dei funzionari della pubblica amministrazione era cristiano, nel 1979 non si trovava nessun cristiano tra le cento maggiori cariche dello stato. I cristiani, spesso ostacolati nelle carriere nelle professioni regolate per legge, nella pubblica amministrazione e nel potere politico, tendono ad avere più successo nel settore imprenditoriale privato. Secondo un rapporto dell'Organizzazione internazionale del lavoro (ILO) del 2007, «una delle forme più resistenti di discriminazione colpisce i copti egiziani, i quali non godono di pari opportunità nell'accesso all'educazione né in materia di assunzioni e promozioni».
Nel 1981 il presidente Anwar Sadat varò la politica della cosiddetta «reciprocità»: arrestò tutti i dirigenti del movimento integralista dei Fratelli musulmani e contemporaneamente mandò il papa copto Shenūda III in esilio nel monastero di San Bishoi. Successivamente Sadat formò un collegio di cinque vescovi copti e richiese loro di eleggere un nuovo Papa; essi però rifiutarono. Nel 1985 il successore di Sadat, Hosni Mubarak, reintegrò nelle sue funzioni Shenūda III. Durante gli anni '80, l'ascesa dei gruppi estremistici di matrice islamica come la Jamāʿat Islāmiyya, venne accompagnata da attacchi ai copti e alle loro chiese, soprattutto nell'Alto Egitto. Questi attacchi sono diminuiti assieme al declino di tali organizzazioni, ma continuano tuttora. La polizia è stata accusata di essere dalla parte degli assalitori in alcuni di questi casi. Nuovi episodi di violenza sono ripresi nel 2010. Il 7 gennaio 2010, Natale ortodosso, nella cittadina di Nag Hammadi, vicino a Luxor, tre persone hanno sparato sui fedeli in uscita dalla chiesa uccidendo sei persone. La notte di Capodanno 2011, un'autobomba esplosa davanti alla chiesa dei Santi (Al-Qiddissine), nel quartiere alessandrino di Sidi Bishr, ha provocato la morte di 21 fedeli. Il 9 ottobre 2011 migliaia di cristiani copti manifestano al Cairo per protestare contro l'ennesimo attacco a una chiesa: l'intervento dell'esercito causa però una strage, con 24 morti e oltre 200 feriti.
Esiste ancora la Chiesa ortodossa (greca), anch'essa da più di un millennio con un Patriarca di Alessandria. Per via dell'attrazione culturale dell'Egitto nel mondo arabo sono presenti comunità (seppur piccole) di quasi tutte le chiese ortodosse orientali.
La Chiesa cattolica è presente soprattutto con le Chiese cattoliche orientali, chiese sui iuris nate in genere dalle precedenti con l'accettazione del primato del papa di Roma. Ad esempio una minoranza della Chiesa Copta  ha formato la Chiesa cattolica copta).

## Ateismo ed agnosticismo
Ci sono egiziani che si identificano come atei o agnostici, ma ancora oggi esprimere tali posizioni si rischia la sanzione legale per apostasia. 
Nel 2000, uno scrittore egiziano apertamente ateo, che ha chiesto l'istituzione di un'associazione locale per gli atei, è stato processato con l'accusa di aver insultato l'Islam in quattro dei suoi libri. Irreligiosi e atei sono quantificati nell'ordine delle centinaia di migliaia, anche se è difficile ottenere una stima precisa poiché lo Stato non riconosce alcuna religione diversa da islam, cristianesimo ed ebraismo. 
Un ateo o, genericamente, un non credente, non può cambiare il suo status religioso ufficiale, quindi statisticamente viene contato come seguace della religione con cui è nato. Oggi molti di coloro che esprimono pubblicamente le proprie opinioni utilizzano pseudonimi su social network e blog.

## Stato e religioni
Un emendamento alla Costituzione egiziana, approvato nel 1971 ha modificato l'art. 2, che nella nuova formulazione sancisce che l'islam è la religione di Stato e la sharia il fondamento della legislazione. Nel 1979 il presidente Sadat ha dichiarato al Parlamento di essere «il presidente di uno Stato musulmano e di governare da musulmano uno Stato islamico in cui cristiani e islamici vivono fianco a fianco». La libertà religiosa oggi è ostacolata dalle pratiche restrittive e discriminatorie delle istituzioni pubbliche (riguardanti solo la costruzione e manutenzione di chiese, ma non di moschee), oltre che dall'azione illegale ma spesso tollerata di gruppi fondamentalisti islamici (attacchi a chiese e soprattutto a persone). L'«Iniziativa egiziana per i diritti della persona» ha affermato che tra il 2008 e il 2010 si sono registrati almeno due incidenti al mese contro i cristiani. I bahá'í e gli atei/agnostici sono costretti alla semi-clandestinità perché non riconosciuti dalla legge e generalmente considerati apostati dell'islam, reato punibile dalla legge.
Sebbene nessuna legge proibisca la conversione in Egitto, il governo non riconosce ufficialmente quelle dall'Islam al Cristianesimo. Poiché anche certi matrimoni interreligiosi non sono permessi, questo impedisce anche i matrimoni tra i convertiti al Cristianesimo e le persone nate in comunità cristiane; inoltre fa sì che i figli di cristiani convertiti vengano classificati come musulmani e ricevano un'educazione musulmana. Il governo inoltre richiede dei permessi per la riparazione o per la costruzione di nuove chiese, che vengono spesso negati. I missionari stranieri possono entrare in Egitto solo se limitano le loro attività alle opere di solidarietà sociale e si astengono dal fare proselitismo.